# Почесні громадяни Жлобина
Список почесних громадян міста Жлобина Гомельської області Республіки Білорусь:
| № п/п | П. І. Б.                           | Дата присвоєння звання | Рід діяльності                                           | Роки життя      | Роки життя      |
| ----- | ---------------------------------- | ---------------------- | -------------------------------------------------------- | --------------- | --------------- |
| 1     | Артамонов Іван Андрійович          | 1998                   | начальник вагонного депо Жлобинського залізничного вузла | нар. 15.03.1920 | пом. .2013      |
| 2     | Грибов Іван Карпович               | 27.10.1998             | робітник Жлобинського залізничного вузла                 | нар. 26.10.1906 | пом. 12.09.1990 |
| 3     | Гуляєв Михайло Павлович            | 29.06.2000             | директор з металургійного виробництва БМЗ                | нар. 19.02.1955 |                 |
| 4     | Євдачков Семен Григорович          | 24.06.1969             | голова виконкому Жлобинської райради                     | нар. 12.03.1906 | пом. .1976      |
| 5     | Капустін Олександр Петрович        | 25.05.1983             | письменник, перекладач                                   | нар. 12.02.1924 | пом. 16.10.1996 |
| 6     | Карибський Петро Андрійович        | 1998                   | голова колгоспу «Білоруський комунар»                    | нар. 12.07.1923 |                 |
| 7     | Козлов Юрій Кирилович              | 2010                   | голова ВАТ «Будівельно-монтажний трест № 40»             | нар. 01.01.1951 |                 |
| 8     | Костєв Михайло Порфирович          | 29.06.2000             | директор школи                                           | нар. 29.11.1923 | пом. 31.01.2001 |
| 9     | Левін Леонід Менделевич            |                        | заслужений архітектор РБ                                 | нар. 25.07.1936 | пом. 01.03.2014 |
| 10    | Ловецький Володимир Миколайович    |                        | майстер спорту міжнародного класу                        | нар. 26.10.1951 |                 |
| 11    | Масик Петро Ісакович               | 1969                   | учасник визволення міста                                 | нар. 13.08.1908 |                 |
| 12    | Панченко Микола Іванович           | 09.2000                | заступник голови РСС з будівництва                       | нар. 13.10.1918 | пом. 28.02.2015 |
| 13    | Петровський Леонід Григорович      | 04.1999 (посмертно)    | командир 63-го стрілецького корпусу                      | нар. 30.05.1902 | пом. 17.08.1941 |
| 14    | Пічугін Федір Пилипович            | 24.06.1969             | комендант 115-го укріпрайону                             | нар. 22.04.1891 | пом. 22.12.1972 |
| 15    | Татаринов Олександр Терентійович   | 08.2002                | заслужений лікар БРСР                                    | нар. 23.08.1922 |                 |
| 16    | Федосієнко Володимир Костянтинович |                        | письменник, журналіст                                    | нар. 24.04.1926 |                 |
| 17    | Хижняк Іван Лукич                  |                        | командир 117-ї стрілецької дивізії                       | нар. 02.04.1893 | пом. 10.08.1980 |